# Plicaturopsis
Plicaturopsis is een geslacht van schimmels behorend tot de familie Amylocorticiaceae. De typesoort is Plicaturopsis crispa.

## Soorten
Volgens Index Fungorum bevat het geslacht twee soorten, namelijk (peildatum november 2021):
| Soortnaam                                  | Auteur(s)                 | Publicatiejaar |
| ------------------------------------------ | ------------------------- | -------------- |
| Plicaturopsis crispa (Plooivlieswaaiertje) | (Pers.) D.A. Reid         | 1964           |
| Plicaturopsis scarlatina                   | P.K. Buchanan & I.A. Hood | 1992           |